# Notoreas zopyra
Notoreas zopyra är en fjärilsart som beskrevs av Edward Meyrick 1883. Notoreas zopyra ingår i släktet Notoreas och familjen mätare. Inga underarter finns listade i Catalogue of Life.